# 솔페리노
솔페리노(Solferino)는 이탈리아 롬바르디아주 만토바도에 있는 인구 약 2600명의 기초 자치 단체(코무네)이다.
1859년, 이 땅에서 솔페리노 전투가 이루어졌다. 이 전투는 제2차 이탈리아 독립전쟁을 끝냄과 동시에 적십자 운동이 시작된 계기가 된 곳으로도 알려져 있다.

## 지리
만토바 현 북서부에 위치한 코무네이다. 가르다 호수 남서쪽의 데젠차노 델 가르다에서 남으로 11km, 현도 만토바에서 북서쪽으로 30km, 브레시아에서 남동쪽으로 34km, 베로나에서 남서로 34km, 주도인 밀라노에서 동쪽으로 108km 거리에 있다.

## 같이 보기
- 솔페리노 전투
- 솔페리노의 회상 - 앙리 뒤낭의 저서

## 자매 도시
- 솔페리노, 프랑스 1963년
- Châtillon-sur-Indre, 프랑스 2003년